# Lohnbachfall
Der Lohnbachfall ist eine über mehrere Kaskaden verlaufende, unterirdische Fließstrecke des Lohnbaches im niederösterreichischen Waldviertel.
Der Flusslauf verschwindet auf einer Strecke von etwa 300 Metern ganz unter bemoosten Granitblöcken und bewältigt dabei mehrere Höhenstufen, deren markanteste acht Meter hoch ist. Nur zur Zeit der Schneeschmelze oder nach starkem Regen stürzen die Wassermassen auch über die Granitfelsen und ergießen sich in zahlreichen weiß zischenden und aus Spalten sprudelnden Fontänen über den Fels.
Der Lohnbachfall ist über den Zellersteg begehbar, in den sowohl an der Ost- als auch an der Westseite eingestiegen werden kann. Er ist seit 1982 als Naturdenkmal (Listeneintrag) ausgewiesen.